# Architeuthis sanctipauli
Espèce
Synonymes
- Mouchezis sanctipauli Velain, 1877

Architeuthis sanctipauli est une espèce de calmar géant de la famille des Architeuthidés, pouvant atteindre une dizaine de mètres de longueur. Pour le 
WoRMS ce taxon est invalide et synonyme d’Architeuthis dux Steenstrup, 1857.

## Wheke
Un exemplaire, pour l'instant le seul au monde, a pour la première fois été naturalisé en 2008. Il s'agit d'une femelle qui en vie mesurait 9 mètres de long et pesait 84 kg et qui fut pêchée le 27 janvier 2000 à 615 mètres de profondeur au large de la Nouvelle-Zélande. Surnommée "Wheke" d'après une légende Maori, elle a été offerte au Muséum national d'histoire naturelle de Paris, qui l'a emmené en Italie pour qu'un laboratoire spécialisé dans la plastination, VisDocta Research, la naturalise. Le procédé de plastination a consisté essentiellement à déshydrater le corps du calmar et à remplacer ses parties liquides par une résine durcissante qui lui a donné sa rigidité actuelle. Le processus de déshydratation a fait rétrécir l'animal de 2,5 mètres, ce qui lui donne une longueur finale de 6,5 mètres. Les yeux et les pigments originaux ne pouvant pas être conservés, des yeux en verre ont été placés à la place des vrais yeux et une couche de peinture reconstituant la couleur naturelle du céphalopode a été appliquée. Arrivée à Paris le 25 mars 2008 Wheke est exposée au public à la grande galerie de l'évolution depuis le 26 mars 2008, au même emplacement où se trouvait la maquette grandeur nature que le Muséum utilisait pour montrer au public ce à quoi ressemble un calmar géant.